# Panathinaikos FC
O Panathinaikós FC (em grego Παναθηναϊκός Αθλητικός Όμιλος, transl. Panathinaikós Athlitikós Ómilos) é um clube polidesportivo de Atenas, considerado um dos maiores da Grécia. Fundado em 1908, o clube disputa o Campeonato Grego de Futebol e é um dos clubes mais antigos da Grécia. É conhecido no seu país de origem por suas iniciais (PAO), e tem como emblema um trevo de três folhas (Τριφύλλι). Em português, Panathinaikos significa "de toda Atenas" (Panateniense).
Possui 3 equipes profissionais que operam independentemente: a equipe de futebol, basquete e vôlei.

## Futebol
É o único clube grego a disputar uma final da Copa dos Campeões da Europa, fato que ocorreu em 1971. O clube perdeu para o Ajax pelo placar de 2 a 0, no estádio de Wembley, em Londres. Também chegou duas vezes na fase semifinal da competição (posteriormente nomeada Liga dos Campeões da UEFA. Em 1986 perdeu para o Liverpool e em 1995 foi eliminado pelo Ajax.
Ainda em 1971, como o Ajax desistiu de disputar a final da Taça Intercontinental, o Panathinaikós ganhou o direito de disputá-la, porém foi derrotado pelo Nacional do Uruguai. Os placares dos jogos foram 1 a 1 na Grécia e 2 a 1 para o Nacional no Uruguai.
Até a temporada 2004, mandava os jogos no seu estádio Apóstolos Nikolaídis, porém devido às melhorias promovidas devido às Olimpíadas de Atenas, passou a mandar seus jogos no estádio olímpico da cidade, o OAKA Spyros Louis. Seu maior rival no país é o Olympiacos, contra quem disputa o Derby dos Inimigos Eternos.
Em 2018, o Panathinaikós foi banido de todas as competições europeias durante três temporadas. Em causa está a violação das regras de licenciamento de clubes, bem como o ‘fair-play’ financeiro da UEFA. O clube ainda foi obrigado a pagar uma multa de 200 mil euros. O clube depara-se com problemas financeiros, o déficit atinge os 60 milhões de euros. Em abril de 2018, os jogadores entraram em greve, manifestando-se contra o não pagamento de salários relativos ao mês de dezembro de 2017.

## Títulos
| NACIONAIS | NACIONAIS           | NACIONAIS | NACIONAIS |
|           | Competição          | Títulos   | Temporadas |
| --------- | ------------------- | --------- | --- |
|           | Campeonato Grego    | 20        | 1929-30, 1948-49, 1952-53, 1959-60, 1960-61, 1961-62, 1963-64, 1964-65, 1968-69, 1969-70, 1971-72, 1976-77, 1983-84, 1985-86, 1989-90, 1990-91, 1994-95, 1995-96, 2003-04 e 2009-10 |
|           | Copa da Grécia      | 20        | 1939-40, 1947-48, 1954-55, 1966-67, 1968-69, 1976-78, 1981-82, 1983-84, 1985-86, 1986-87, 1988-89, 1990-92, 1992-93, 1993-94, 1994-95, 2003-04, 2009-10, 2013-14, 2021-22 e 2023-24 |
|           | Supercopa da Grécia | 3         | 1988, 1993 e 1994 |

| REGIONAIS | REGIONAIS            | REGIONAIS | REGIONAIS                                                                                             |
|           | Competição           | Títulos   | Temporadas                                                                                            |
| --------- | -------------------- | --------- | --- |
|           | Campeonato de Atenas | 17        | 1925, 1926, 1927, 1929, 1930, 1931, 1934, 1937, 1939, 1949, 1952, 1953, 1954, 1955, 1956, 1957 e 1959 |

## Elenco atual
Última atualização: 6 de maio de 2025.

### Números aposentados
- 13 Gate 13 - Pertencente para a torcida
- 32  George Baldock (2024) – homenagem póstuma
- 24  Petro Aravanis (2024) – Idolatria da Torcida

### Outras conquistas
| FESTIVAIS CONTINENTAIS | FESTIVAIS CONTINENTAIS | FESTIVAIS CONTINENTAIS | FESTIVAIS CONTINENTAIS |
|                        | Competição             | Títulos                | Temporadas             |
| ---------------------- | ---------------------- | ---------------------- | ---------------------- |
|                        | Copa dos Balcãs        | 1                      | 1977                   |